# Батор, Йоанна
Иоанна Батор (пол. Joanna Bator, 2 февраля 1968, Валбжих) — польский писатель, публицистка и фельетонистка. Специализируется на культурной антропологии и гендерных исследованиях. Член жюри международной Премии им. Рышарда Капущинского, лауреат литературной награды Нике (2013) за роман «Темно, почти ночь».

## Биография
Изучала культуроведение в Варшавском университете. Окончила также Школу общественных наук при Польской Академии Наук. Её докторат по философии одним из первых в Польше был посвящен философским аспектам феминистских теорий и дискурса, относящихся к психоанализу и постмодернизму.
В 1999—2008 годах Иоанна Батор работала адъюнктом в Институте философии и социологии ПАН, в 2007—2011 годах преподавала также в Польско-японской высшей школе компьютерных технологий и других вузах Варшавы. Является поклонницей японской культуры. После первого её двухлетнего пребывания в Японии как стипендиатки (JSPS, Cannon Foundation in Europe и Japan Foundation) вышла её книга «Японский веер» (2004, 2011), награждена Премией издателей и Премией имени Беаты Павляк в 2005 году.
С 2011 года Йоанна Батор посвящает время исключительно написанию книг. Первая её книга «Женщина» (2002) не принесла сенсаций, зато второй роман, «Песчаная Гора» (2009) принес успех в Польше и за рубежом, а закрепил второй — «Хмурдалия» (2010). В 2010 году она была номинирована на Литературная премия Гдыни и премию «Нике» за книгу «Песчаная гора». Следующим стал роман «Темно, почти ночь» (2012), который получил ведущую литературную премию Польши «Нике» в 2013 году.
Она также была обозревателем в ежедневной газете «Газета Выборча» и «Pani» и публиковала статьи в таких журналах, как «Tygodnik Powszechny», «Twórczość», «Bluszcz», «Czas kultury» и «Kultura i społeczeństwo».
Премия Самуила Богумила Линде (2022).

## Публикации
- 2001 «Феминизм, постмодернизм, психоанализ» (Feminizm, postmodernizm, psychoanaliza)
- 2002 «Женщина» (Kobieta)
- 2004 «Японский веер» (Japoński wachlarz)
- 2009 «Песчаная гора» (Piaskowa Góra)
- 2010 «Хмурдалия» (Chmurdalia)
- 2011 «Японский веер. Возвращение.» (Japoński wachlarz. Powroty)
- 2012 «Темно, почти ночь» (Ciemno, prawie noc)